# Saint-Chartier
Saint-Chartier település Franciaországban, Indre megyében. Lakosainak száma 465 fő (2022. január 1.). Saint-Chartier La Berthenoux, Montipouret, Nohant-Vic, Saint-Août és Verneuil-sur-Igneraie községekkel határos.

## Népesség
A település népessége az elmúlt években az alábbi módon változott:
| Lakosok száma | 683  | 561  | 548  | 598  | 562  | 532  | 510  | 495  | 485  | 465  |
|               | 1968 | 1982 | 1990 | 2006 | 2013 | 2015 | 2017 | 2019 | 2020 | 2022 |